# NBA G League Ignite
NBA G League Ignite var ett amerikanskt professionellt basketlag som spelade i National Basketball Associations farmarliga NBA G League mellan 2020 och 2024. National Basketball Association (NBA) ville skapa ett alternativ till collegebasketen för unga talanger, som inte hade avsikt att studera på college. År 2018 hade NBA börjat erbjuda lovande talanger en årslön på 125 000 amerikanska dollar. Det var dock ingen som nappade på erbjudandet eftersom det bedömdes inte vara tillräckligt lukrativt. Två år senare beslutade NBA att starta ett utvecklingslag och det blev placerat i Walnut Creek i Kalifornien för spel i inomhusarenan Ultimate Fieldhouse. De var dock beslutsamma om att topptalanger skulle spela för Ignite och erbjöd årslöner på 500 000 dollar. Den första basketspelaren som nappade var Jalen Green. I juli 2022 meddelade basketlaget att de skulle flytta till Henderson i Nevada och spela sina hemmamatcher i Dollar Loan Center.
I mars 2024 meddelade NBA att Ignite skulle avvecklas efter att säsongen 2023–2024 var färdigspelad. Ignite hade spelat ut sitt syfte som utvecklingslag efter att collegebasketen hade genomgått flera större förändringar rörande monetära ersättningar och enklare att bli överflyttad till andra collegelag.